# Федірська волость
Федірська волость — історична адміністративно-територіальна одиниця Олександрійського повіту Херсонської губернії.
Станом на 1886 рік складалася з 19 поселень, 19 сільських громад. Населення — 1186 осіб (1101 чоловічої статі та 1085 — жіночої), 401 дворове господарство.
|                     | Площа, десятин | У тому числі орної, дес. |
| ------------------- | -------------- | ------------------------ |
| Сільських громад    | 2296           | 1646                     |
| Приватної власності | 24262          | 6681                     |
| Казенної власності  | —              | —                        |
| Іншої власності     | 66             | 2                        |
| Загалом             | 26624          | 8329                     |

Найбільші поселення волості:
- Федірка — містечко при річці Цибулька за 35 верст від повітового міста, 671 особа, 99 дворів, православна церква, єврейський молитовний будинок, цегельний завод, винокуренний завод, базари через 2 тижні по неділях. За 3 версти — винокуренний завод. За 5 верст — паровий млин. За 15 верст — винокуренний завод, пивоварний завод, цегельний завод. За 16 верст — винокуренний завод.
- Сніжківка (Осипівка) — село при яру Смирнового ставка, 621 особа, 91 двір.
- Федорівка (Єфімова) — село при ставках, 621 особа, 87 дворів.